# Аренас-де-Сан-Педро (комарка)
Аренас-де-Сан-Педро (исп. Comarca de Arenas de San Pedro)  — район (комарка) в Испании, входит в провинцию Авила в составе автономного сообщества Кастилия и Леон.

## Муниципалитеты
1. Ла-Адрада
2. Эль-Ареналь
3. Аренас-де-Сан-Педро
4. Канделеда
5. Касавьеха
6. Касильяс (Авила)
7. Куэвас-дель-Валье
8. Фреснедилья
9. Гавиланес
10. Гисандо
11. Игера-де-лас-Дуэньяс
12. Эль-Орнильо
13. Лансаита
14. Михарес
15. Момбельтран
16. Наваондилья
17. Педро-Бернардо
18. Пьедралавес
19. Пойялес-дель-Ойо
20. Сан-Эстебан-дель-Валье
21. Санта-Крус-дель-Валье
22. Санта-Мария-дель-Тьетар
23. Сотильо-де-ла-Адрада
24. Вильярехо-дель-Валье